# مسجد مسلم الدين شيكريكيا
مسجد مسلم الدين شيكريكيا (بالإنجليزية: Muslihudin Čekrekčija Mosque)، ويعرف أيضًا باسم مسجد شكريكيجا، هو ثاني أقدم مسجد مقبب في سراييفو، البوسنة والهرسك.

## نبذة عامة
يقع المسجد في منطقة باسكارسييا، شيده الحاج مصطفى بن إسحاق، المعروف باسم مصلي الدين تشيكريكجيا، في عام 1526. ومنذ عام 2004، أصبح المسجد تحت حماية لجنة الحفاظ على الآثار الوطنية للبوسنة والهرسك.